# Крокс Ернесто Акунья Родрігес
Крокс Ернесто Акунья Родрігес (23 червня 1990) — венесуельський плавець.
Учасник Олімпійських Ігор 2008, 2012 років.
Призер Панамериканських ігор 2011 року.